# Daniel von Arentschildt
Daniel Arentsen senare von Arentschildt, död 11 februari 1670 i Stockholm, var en svensk general.
Arentsen var son till stallmästaren hos ärkebiskopen av Bremen Georg Arentsen. Han gick i svensk krigstjänst 1629 och var 1645 överste för ett värvat kavalleriregemente. Arentsen erhöll på grund av sin långa trogna krigstjänst 1648 ett årligt underhåll på 1.000 riksdaler och adlades 1651. 1655 fick han i uppdrag att värva ett kavalleriregemente i Bremen, som han sedan kommenderade under Karl X Gustavs polska krig en skvadron av hans mannar deltog i slaget vid Gnesen 27 april 1656. Arentsen låg senare under generalmajor Jan Wejhard Wrzesowiczs befäl i Storpolen då denne i september stupade vid en sammanstötning med de upproriska polackerna, och han övertog då befälet över de svenska trupperna och drog dem tillbaka norrut. Befordrad till generalmajor i januari stod han 1657 med betydande trupper i Kujavien och Masovien. Under januari-april 1657 hade han sitt högkvarter i Brzesc. Han utkämpade flera framgångsrika skärmytslingar med fienden och förstörde slutligen grundligt staden då han bröt upp från trakten. I juni 1657 medföljde han till Holstein, deltog i Bremens återerövring, stod en tid Kiel, var 1657-58 med om Bremervördes blockering och kvarstannade även efter Freden i Roskilde i samma trakter. På så sätt kom han att tillhöra de trupper som vid utbrottet av Karl X Gustavs andra danska krig måste dra sig tillbaka för de förenade brandenburgska, österrikiska och polska trupperna. Han förde befälet i skansen vid Frederiksodde och lyckades i maj 1659 utan förluster utrymma denna, då fienden angrep med en överlägsen styrka. I oktober 1659 övergick han med sitt regemente till Pommern och undgick därigenom att delta i det olyckliga Slaget vid Nyborg. Efter kriget erhöll han 1660 bekräftelse på sitt adelskap med namnet von Arentschildt, erhöll ett "förbättrat" vapen 1663 och befordrades till generallöjtnant av kavalleriet 1664. Han deltog som sådan i Andra bremiska kriget och blev senare bremiskt lantråd.